# Казадезюс, Франсуа
Франсуа (Франсис) Луи Казадезюс (фр. François-Louis Francis Casadesus; 2 декабря 1870, Париж — 25 июня 1954, там же) — французский скрипач, дирижёр и композитор.

## Биография
В 1895 году окончил Парижскую консерваторию, где учился у А.Лавиньяка и С.Франка. Руководил оркестрами парижской Оперы и Опера-Комик; гастролировал во Франции в 1890—1892 годах.
В 1907—1914 сотрудничал в качестве музыкального критика в «Авроре»; осуществил несколько гастрольных туров, в том числе в России.
В 1916 году основал журнал «Музыка» / «La musique», в котором опубликовал 52 произведения музыкантов, призванных на фронт, попавших в плен или погибших за Францию.
С 1918 года возглавлял школу для военных музыкантов в Шомоне; с 1921 года, после преобразования школы в Американскую консерваторию в Фонтенбло, продолжал руководить ею.
Позднее работал дирижёром на радио; в 1935 году возглавил музыкальные «Праздники народа» (фр. «Fêtes du peuple»). С 1942 года — вице-президент Общества композиторов, авторов и музыкальных издателей.

### Семья
Отец — Луи Казадезюс (1850—1919), гитарист, автор пособия «Современное обучение на гитаре» (фр. «L'enseignement moderne de la guitare», 1913); мать — Матильда Сенешаль (1850—1907).
- братья[5][7]:
  - Робер-Гийом[фр.] (23.7.1878 — 30.5.1940) — актёр, певец, композитор;
  - Анри (30.9.1879 — 31.5.1947) — композитор, альтист, исполнитель на виоле д’амур, музыковед;
  - Марсель (31.10.1882 — 10.10.1914) — виолончелист, исполнитель на виоле да гамба;
  - Мариюс[фр.] (24.10.1892 — 13.10.1981) — скрипач, виртуоз игры на квинтоне, композитор;
  - Люсьен — виолончелист; женат на Рози Казадезюс, пианистке.
- сёстры[5]:
  - Роза (28.3.1873 — 17.6.1944) — преподаватель фортепиано;
  - Жанна
  - Сесиль (9.7.1884 — 22.9.1962) — преподаватель фортепиано;
  - Регина (7.7.1886 — 28.8.1961) — клавесинистка.

Жена — Эжени Во (фр. Eugénie Vaux);
- сын — Жюль-Рафаэль (фр. Jules-Raphaël Casadesus) — писатель, журналист, поэт-песенник, композитор[5].

## Творчество
Автор опер и оперетты, балетов, симфоний, камерных произведений, хоров (хорал «Витражи Сен-Мишель» / «Les vitraux de Saint-Michel»), песен, музыки для театра и кино.

### Избранные сочинения
| оперы - Cachaprès (Брюссель, 1924) - Песня Парижа / La chanson de Paris (1924, оперетта) - Бертран де Борн / Bertrand de Born (Монте-Карло, 1925) - Мессия любви / Messie d’amour (Монте-Карло, 1928) - Праздник гигантов / La Fête des géants (1944) балет «Балет цветов» / «Le ballet des fleurs» (1898) | для оркестра - Скандинавская симфония (1906) - В красивом саду Франции / Au beau jardin de France (для оркестра) - Маленькая симфония - Концертная пьеса (для альта и малого оркестра) - Симфония ми мажор - «Лондонские очерки» / «London sketches» (для 10 духовых инструментов) - Квазимодо - «Cigale et Magali» (балетная увертюра) - Урок Оливье Метра / La leçon d’Olivier Metra (симфонические поэмы) |

музыка к кинофильмам
- 1931 Песня наций / нем. Das Lied der Nationen / фр. La chanson des nations (режиссёр Рудольф Майнерт[нем.])
- 1931 Лоретта, или Красная печать / фр. Laurette ou Le cachet rouge (режиссёр Жак де Казамбро[фр.])
- 1931 Палата 28 / фр. Chambre 28 (режиссёр Жак де Казамбро)
- 1948 Деревня в Париже, на острове Сент-Луис / фр. Un village dans Paris, l'Île Saint-Louis (режиссёр André Petit; документальный короткометражный)